# Popoloques
|  | No s'ha de confondre amb popoluques. |

Els popoloques són un grup ètnic de Mèxic que habiten a la vall de Tehuacán, Altiplà Pueblano: Tepeaca, Acatlan de Osorio, i una part de la Mixteca oaxaquenya. El terme "popoloca" no ha de ser confós amb el terme "popoluca" d'origen similar però usat per denotar a pobles i llengües no relacionats amb els popoloques.

## Ubicació
En l'actualitat la població popoloca comprèn tres fraccions sense continuïtat geogràfica. Una situada al nord-est de Tehuacán que abasta part dels municipis de Tlacotepec de Benito Juárez i Tepanco de López; una altra, al sud del mateix lloc, inclou els municipis de San Gabriel Chilac i Zapotitlán Salinas i l'última al nord d'Acatlán de Osorio i a l'Oest de Tehuacán, constituïda pels municipis de Tepexi de Rodríguez, San Juan Ixcaquixtla, Santa Inés Ahuatempan i San Vicente Coyotepec.

## Història
El gentilici popoloca va ser aplicat pels asteques a tots aquells grups que no parlaven alguna de les llengües del tronc nahua, més o menys intel·ligibles entre si. Per tant, el terme tenia la connotació d'estrany o estranger i, alhora, un sentit pejoratiu de bàrbar, “tartamut” i “poc intel·ligent”. Els espanyols van usar d'igual manera aquest terme, així com el de “chochos”.
Aquesta generalització no ha permès definir amb claredat els antecedents històrics d'aquest grup que avui dia es coneix com a popoloca, per la qual cosa les dades que es tenen es refereixen més a l'àrea geogràfica per ells habitada que al grup en si.
En general es creu que la regió de Tehuacán va estar habitada des de temps immemorials per gent de procedència Olmeca (un altre nom de caràcter genèric). Basant-se en dades arqueològiques s'han establert una sèrie de fases per a la regió de Tehuacán.
La invasió de la regió per part dels mexiques que es va iniciar durant el regnat d'Itzcóatl, ocasiona l'ocàs del poder popoloca. Moctezuma Ilhuicamina conquesta Tlacotepec i Tzinacatepec; Ahuízotl fa el propi dels senyorius d'Acatepec i Caltepec i Moctezuma Xocoyotzin sotmet finalment a tota la regió en vèncer als de Tehuacán i Tepexi el Viejo. Tan sols el Senyoriu de Cuthá, governat per Xopanatl conservà la seva independència.
Els mexiques van imposar als popoloques forts tributs consistents en càrregues de calç, huipils, mantes tenyides en blava i negre, cuirs de cérvol i canyes d'otata, que servien d'astes per a les llances.
Amb l'auxili d'alguns dels governants popoloques als quals van permetre conservar els seus privilegis i un relatiu poder, els espanyols es van ensenyorir fàcilment de la regió. L'evangelització va estar a càrrec dels franciscans, els qui en 1529 van construir un convent en Tepeyacac i, al voltant de 1540 els de Tecamachalco, Quecholac i Tecali, els quals van servir per iniciar la metòdica catequització dels popoloques retardada per la dificultat de la llengua.
Durant la Colònia i encara en l'època de la Independència, els popoloques van ser objecte d'una despietada explotació per part d'ordinaris i cacics locals i de la usurpació dels seus terrenys comunals, la possessió dels quals no ha estat reconeguda legalment sinó fins avui recent, havent-se dotat a més a algunes comunitats de terrenys ejidals.

## Organització Política
Els municipis en què habita la població popoloca es regeixen per reglaments polítics estatals, estant els càrrecs inherents en mans dels mestissos. A cada poble indígena es nomena, d'acord amb aquestes normes, una junta auxiliar composta per deu membres, cinc propietaris i cinc suplents, tots els quals exerceixen una funció gratuïtament i són triats democràticament per un període normal de tres anys. És freqüent que aquests càrrecs recaiguin en les persones que han exercit un lloc d'inspector d'un barri determinat, sent designats en forma rotativa.
La junta auxiliar encapçalada per un president, atén tots els assumptes del poble, quedant els relatius a la tinença de la terra a càrrec del representant de béns comunals o del comissariat ejidal, en defecte d'això. En general l'organització es basa en l'agricultura.